# Nobody's Home
"Nobody's Home" é uma canção da cantora canadense Avril Lavigne, gravada para o seu segundo álbum de estúdio, Under My Skin. Foi escrita pela própria artista e produzida por Don Gilmore; Ben Moody apenas compôs a música da canção. A mesma acabou por ser enviada para as rádios estadunidenses a 28 de outubro de 2004, porém sua disponibilização em formato virtual ocorreu apenas a 14 de março de 2005 na loja digital iTunes, através da editora discográfica Arista Records, que selecionou-a como terceiro single do disco. A sua gravação decorreu em 2003 nos NRG Recording Studios, localizados em Hollywood, Califórnia.
Musicalmente, trata-se de uma balada poderosa derivada do pop rock e do rock alternativo com elementos do post-grunge. A canção é uma das mais lentas do disco, composta por um metrônomo de noventa e três batidas por minuto. Em termos líricos, o tema discute a história de uma mulher atribulada por seus problemas pessoais, a qual não tem para onde ir nem como ser consolada — a letra foi supostamente inspirada na vida pessoal de uma amiga antiga da artista. A obra recebeu em geral críticas mistas, em que alguns analistas elogiaram a maturidade presente nela. No campo comercial, falhou em obter a notoriedade ganha por singles anteriores da cantora, ficando entre as primeiras trinta posições de países como Alemanha, Austrália, França, Irlanda e Reino Unido. Nos Estados Unidos ficou entre os cinquenta primeiros lugares da Billboard Hot 100, e mais tarde foi certificada com disco de ouro pela Recording Industry Association of America (RIAA).
O vídeo musical, dirigido por Diane Martel, foi filmado em Los Angeles, Califórnia, estreando em 20 de outubro de 2004 no programa Total Request Live. No material, Lavigne interpreta uma jovem garota desabrigada que vaga pelas ruas buscando um abrigo, em referência a vida de pessoas sem-teto. Outras cenas mostram ela junto a uma amiga deitadas na calçada e sentadas em um banco na rua. A faixa recebeu diversas interpretações ao vivo como parte da sua divulgação, e inclusive esteve no alinhamento das turnês musicais Bonez Tour, The Best Damn Tour e The Black Star Tour, nesta última com menor frequência. A obra também foi incluída nos discos Avril Live Acoustic, Live at Budokan e Control Room, além de estar presente na coletânea Aid Still Required, lançada em 2010 com propósitos humanitários.

## Antecedentes e lançamento
Em julho de 2004, foi anunciado que seria o terceiro single a fim de divugar Under My Skin e que o vídeo musical estava sendo gravado em Los Angeles. Em novembro desse ano, "Nobody's Home" foi apresentada nas estações de rádio de vários países para posteriormente ser posta a venda em formato CD single. O seu lançamento ocorreu em 4 de novembro de 2004 no Japão, através da BMG Japan. No Reino Unido, foi disponibilizada em 15 de novembro de 2004. Também foi liberada em padrão físico em outros países, como Alemanha, Austrália e Estados Unidos, por meio da Arista Records. A loja digital iTunes Store recebeu o single em 14 de março de 2005. A capa da obra mostra Lavigne sentada em um píer e dá a impressão de uma fotografia em mau estado.

## Composição
"Nobody's Home" foi escrita por Lavigne, ao passo que Ben Moody compôs sua música. A canção segue um acorde de potência progressiva e tem um andamento moderado infundido no metrônomo de noventa e três batidas por minuto. De modo geral, é uma das mais lentas presentes em Under My Skin, sendo, por isso, considerada uma "balada de rock". Conforme a partitura publicada no Musicnotes.com por Alfred Publishing, está composta na tonalidade de Fá menor enquanto a voz de Lavigne tem um alcance da nota Fá3 até a de Ré4. Em termos musicais, deriva dos gêneros pop rock e rock alternativo com elementos sonoros provindos do post-grunge. A versão do álbum tem uma duração de três minutos e trinta e dois segundos (3:32). Supõe-se que Lavigne tenha composto a canção inspirada na vida de uma amiga sua que havia tido problemas pessoais; a letra expressaria sua frustração por não poder ajudá-la. Os versos descrevem as atribulações de uma mulher, que, segundo a canção, quer voltar a sua casa, mas não tem ninguém nela. A sessão de criação da faixa reuniu Lavigne e Moody, que desta forma iniciou seu trabalho somo solista após sua saída da banda Evanescence, da qual foi co-fundador e guitarrista. Depois da experiência, Moody elogiou a capacidade da cantora para compor. A gravação da canção foi realizada em 2003 nos estúdios NRG Recording, localizados em Hollywood, Califórnia, e esteve a cargo do produtor Don Gilmore.

## Recepção

### Comercial
Em comparação aos singles anteriores de Lavigne, "Nobody's Home" teve um desempenho fraco nas tabelas musicais. Porém alcançou a 24ª posição na Austrália e no Reino Unido. Nos Estados Unidos, a canção atingiu a 41ª posição e a 13ª posição na Pop Songs, que publica as canções pop mais tocadas nas rádios americanas. Também atingiu o top 20 na Áustria, Canadá, Bélgica e Irlanda. Recebeu o certificado ouro pela RIAA, por vender mais de 500.000 cópias nos Estados Unidos. Também recebeu disco de platina no Brasil por mais de 100.000 cópias vendidas no país, segundo a ABPD.[carece de fontes?]

## Videoclipe

Lavigne interpreta uma garota problemática e desabrigada, que fugiu de casa depois de problemas com seus pais.

O videoclipe de "Nobody's Home" foi filmado em 29 e 30 de julho de 2004, em Los Angeles e foi dirigido por Diane Martel. Foi lançado em 20 de outubro do mesmo ano, no programa Total Request Live, da MTV norte-americana.
No videoclipe, Lavigne é uma adolescente sem-teto que aparece vagando pelas ruas com uma amiga. Para o vídeo, Avril teve que usar uma peruca preta e jeans lavados com ácidos, para dar a aparência de adolescente abandonada. O vídeo também inclui cenas de Avril em preto e branco, onde ela está mais glamurosa, com um vestido longo e cabelo cacheado, tocando com a sua orquestra. A produção mostra uma Lavigne sem casa tentando fugir das ruas. Ela telefona para a sua mãe, mas, em seguida desliga o telefone, dando a entender que elas possam ter brigado. Também mostra ela tocando violão na rua, com a intenção de ganhar dinheiro. Perto do final do vídeo, Lavigne tenta encontrar um automóvel sem as portas destravadas, para que possa se proteger da chuva. O final mostra Avril com o cabelo bagunçado e uma lágrima em seu rosto, enquanto ela sai andando sumindo do foco da câmera.[carece de fontes?]

## Faixas
| Nobody's Home(Austrália) |                                  |                            |         |  |
| N.º                      | Título                           | Compositor(es)             | Duração |  |
| 1.                       | "Nobody's Home"                  | Avril Lavigne/Ben Moody    | 3:32    |  |
| 2.                       | "Nobody's Home" (Versão Ao vivo) | Avril Lavigne/Ben Moody    |         |  |
| 3.                       | "Knockin' on Heaven's Door"      | Bob Dylan                  |         |  |
| 4.                       | "I Always Get What I Want"       | Avril Lavigne/Clif Magness |         |  |

## Desempenho nas paradas
"Nobody's Home" ficou por muito tempo no top 40 da Billboard Hot 100, mas só conseguiu alcançar a posição 41°. Na Inglaterra e Austrália, conseguiram a 24ª posição no UK Singles Charts e ARIA Charts. No Canadá BDS Airplay chegou na 4ª posição no Canadá e em primeiro lugar na África do Sul na 5FM. No Brasil, ficou na 11ª posição.